# Charlie Shavers
Charlie Shavers (New York, 1917. augusztus 3. – New York, 1971. július 8.) amerikai dzsessztrombitás, hangszerelő, dalszerző. Amellett zongorázott és bendzsózott.

## Pályafutása
Zongoristaként lépett fel a Harlemben, és bendzsózott Bobby Hackettel. Tizennyolc éves korában csatlakozott a Tiny Bradshaws zenekarhoz, 1937-ben Lucky Millinderhez, aztán John Kirby együttesébe került, (Frankie Newton helyére). Az Onyx Club Boys klubban swingzenekarként voltak sikeresek.
Itt Shavers Johnny Dodds-szal, Jimmy Noone-nal és Sidney Bechet-tel játszott. Hangszerelte Kirby darabjait, és slágerré tette Undecided című szerzeményét.
1944-ben (egy évig) Raymond Scott-tal játszott, majd csatlakozott Tommy Dorsey zenekarához. Dorsey 1956-os halála után zenekarával törődött. Egy albumot 1957-ben készített Maxine Sullivan énekesnővel. 1963-ban a Dorsey Orchestrával dolgozott. Az 1960-as évek végén saját kvartettje volt Budd Johnsonnal.
Játszott többek között Dizzy Gillespie-vel, Nat King Cole-lal, Roy Eldridge-dzsel, Johnny Doddsszal, Jimmie Noone-nal, Sidney Bechet-tel, Midge Williams-szel, Tommy Dorsey-val és Billie Holiday-jel is játszott. Az „Undecided” című száma dzsessz-sztenderddé vált.
Shavers torokrákban halt meg 1971. július 8-án New Yorkban. Barátja, Louis Armstrong pedig július 6-án halt meg. Shavers utolsó kérése az volt, hogy Armstrong trombitának fúvókájával Armstrong mellé temessék el.

## Albumok
- Horn o' Plenty (1954)
- Gershwin, Shavers & Strings (1954)
- The Most Intimate (1955)
- The Complete Charlie Shavers & Maxine Sullivan (1957)
- Trumpets All Out és Art Farmer, Ernie Royal, Emmet Baker, Harold Baker (1957)
- Hawk Eyes & Coleman Hawkins, Tiny Grimes (1959)
- Blue Stompin' & Hal Singer (1959)
- Charlie Digs Paree (MGM, 1959)
- Girl Of My Dreams (1960)
- Like Charlie (1960)
- Here Comes Charlie (1961)
- The Music from Milk és Honey, Wild Bill Davis (1961)
- Excitement Unlimited (1963)
- At Le Crazy Horse Saloon in Paris (1964)
- Kicks! (és Nat King Cole, Buddy Rich − 1966)
- Paris Jazz (compilation from his Girl Of My Dreams & At Le Crazy Horse Saloon in Paris records 1967)
- The Last Session (1970)
- Trumpet Man (1978)
- Live at the London House (1980)
- Jazz at the Philharmonic: The Trumpet Battle 1952 (1983)
- A Man & His Music (1985)
- Live from Chicago (1985)